# کوه آریا
کوه آریا نام کوهی در شمال‌شرق ایران جنوب‌غربی استان خراسان رضوی در فاصله ۴۲ کیلومتری شمال شهرستان کاشمر در نزدیکی شهر ریوش، شهرستان کوهسرخ است. کوه آریا در موقعیت جغرافیایی شمال روستای طرق با ارتفاع ۲۳۱۴ متر از سطح دریا که بلندترین قلهٔ آتشفشان غیرفعال این منطقه درحال‌حاضر است. کوه آریا در ۱۰۰ کیلومتری جنوب نیشابور در ارتفاعات جنوبی بینالود واقع شده که دارای زمستان‌های سرد و تابستان‌های خنک می‌باشد. از ناحیه غرب به سبزوار نیز راه دارد که بومیان منطقه درگذشته به این کوه «آتشان» می‌نامیده‌اند. این کوه یکی از مستعدترین پیست پروازی کشور می‌باشد. این کوه زیرمجموعهٔ رشته‌کوه کوهسرخ است.

## ویژگی‌ها
دامنه‌های کوه آریا با داشتن پوشش گیاهی و دره‌های سرسبز با هوای خنک؛ پوشش گیاهی پایدار، چشمه سارهای پرآب، در پناه قله‌های پر برف تا دشت‌های حاصلخیز وسیع را می‌توان مشاهده کرد. این گوناگونی در اقلیم و ساخت‌های طبیعی، سبب شده است که در این مناطق انواع گونه‌های مختلف گون، کما، دِرمَنه، کلاه میرحسن، چوبک، اشنیان، اسپرس، نوروزک، ملیس، لاواند، آنخ، آویشن، زیره، آنقوزه، باریجه، ارس، بنه، گز، تمشک، زرشک وحشی وغیره رویش پیدا کنند. متأسفانه برخی از این گونه‌های متنوع گیاهی که دارای ارزش غذایی و دارویی هستند در خطر انقراض و نابودی قرار گرفته‌اند. انواع گیاهان سردسیری همچون گیاه ریواس یا ریباس (قاقوری) پرورش می‌یابد؛ محصولات مختلفی از جمله گندم، زعفران در مزارع آن در حجم زیاد قابل کشت است.